# Сары (Еткульский район)
Сары — посёлок в Еткульском районе Челябинской области России. Входит в состав Еманжелинского сельского поселения.

## География
Посёлок находится на востоке Челябинской области, в лесостепной зоне, на берегу заросшего озера-урочища Сары, на расстоянии 17 км (по прямой) к западу от села Еткуль, административного центра района. Абсолютная высота 240 м над уровнем моря.

## Население
| 2002 | 2010 |
| ---- | ---- |
| 80   | ↘54  |

Гендерный состав
По данным Всероссийской переписи населения 2010 года в гендерной структуре населения мужчины составляли 40,7 %, женщины — 59,3 %.
Национальный состав
Согласно результатам переписи 2002 года, в национальной структуре населения русские составляли 95 %.

## Улицы
Уличная сеть посёлка состоит из двух улиц (Восточная и Западная).